# Zrinka Tarle
Zrinka Tarle (1969.), hrvatska znanstvenica dentalne medicine, članica suradnica HAZU od 2016. godine.

## Životopis
Rođena je 1969. godine. Diplomirala je na Stomatološkom fakultetu 1992. Specijalistica je dentalne patologije i endodoncije i redovita profesorica u trajnom zvanju. Prodekanica je za znanost Stomatološkog fakulteta u Zagrebu, predsjednica Odbora za znanost i Odbora za doktorski studij te voditeljica Poslijediplomskog doktorskog studija. Voditeljica je tri predmeta u Integriranom, dva u Poslijediplomskom doktorskom i tri u Poslijediplomskom specijalističkom studiju. Članica je brojnih hrvatskih i međunarodnih znanstvenih i stručnih društava i odbora te predsjednica (2014. – 2015.) najveće europske znanstvene organizacije u dentalnoj medicini, International Association for Dental Research. Održala je brojna pozivna predavanja i organizirala mnoge međunarodne simpozije i kongrese u zemlji i svijetu. Za znanstveni rad primila je dvanaest nacionalnih i međunarodnih nagrada uključujući i Državnu nagradu za znanost. Objavila je 220 radova, od kojih je 50 citiranih u CC-u i SCI-u, a 12 u Q1. Bila je mentorica pri izradi 27 diplomskih radova, 2 magisterija i 7 doktorata. Kao glavna istraživačica sudjelovala je u nizu domaćih i međunarodnih znanstvenih projekata te je vodila najveće projekte i program HRZZ-a na Stomatološkom fakultetu vezanih uz područje dentalnih materijala. Iz tih su projekata proizašle iznimne međunarodne suradnje s vodećim autoritetima u svijetu, što je neupitno podiglo znanstveni opus na Stomatološkom fakultetu.